# Джеймс Айворі (режисер)
Джеймс Френсіс Айворі (англ. James Francis Ivory; 7 червня 1928, Берклі, Каліфорнія) — американський кінорежисер, відомий своїми тонко вивіреними екранізаціями творів Генрі Джеймса, Едварда Форстера та інших представників англо-американського психологічного реалізму початку XX століття.

## Життєпис та творчість
Батько — ірландського, мати — французького походження. Навчався в університеті штату Орегон і Кіношколі університету Південної Каліфорнії (закінчив у 1957). Починав з документального кіно, багато працював у Індії. У 1961 разом зі своїм супутником життя Ісмаїлом Мерчантом і письменницею Рут Джабвалою створив кінокомпанію Мерчант-Айворі-Продакшнз, яка наприкінці 1980-х і початку 1990-х випустила цілу низку еталонних екранізацій класики початку XX століття.
Фільми Джеймса Айворі вирізняються своєрідним академізмом — вивіреністю мізансцен, вдумливим відтворенням матеріальних деталей минулого, стилізованістю візуальних рішень, ретельно підібраним акторським ансамблем. У багатьох з них «в елегійних тонах описуються побут і підвалини аристократії» (Андрій Плахов). Айворі має репутацію найбільш англійського з американських режисерів.

## Особисте життя
Джеймса Айворі гей.

## Фільмографія
- 1975 — Шалена вечірка / The Wild Party
- 1977 — Роузленд / Roseland
- 1979 — Європейці / The Europeans
- 1980 — Джейн Остін на Мангеттені / Jane Austen in Manhattan
- 1981 — Квартет / Quartet
- 1983 — Пилюка і спека / Heat and Dust
- 1984 — Бостонці / The Bostonians
- 1985 — Кімната з видом / A Room with a View
- 1987 — Моріс / Maurice
- 1989 — Раби Нью-Йорка / Slaves of New York
- 1990 — Містер і місіс Брідж / Mr. and Mrs. Bridge
- 1992 — Маєток Говардс Енд / Howards End
- 1993 — Наприкінці дня / The Remains of the Day
- 1995 — Джефферсон в Парижі / Jefferson in Paris
- 1995 — Люм'єр і компанія / Lumière et compagnie
- 1996 — Прожити життя з Пікассо / Surviving Picasso
- 1998 — Донька солдата ніколи не плаче / A Soldier's Daughter Never Cries
- 2001 — Золота чаша / The Golden Bowl
- 2003 — Розлучення / Le Divorce
- 2005 — Біла графиня / The White Countess
- 2008 — Кінцевий пункт / The City of Your Final Destination
- 2017 — Назви мене своїм ім'ям / Call Me by Your Name (сценарій)